# Station Ślesin
Station Ślesin is een spoorwegstation in de Poolse plaats Ślesin.